# Hernán Bernardello
Hernán Darío Bernardello (Rosario, Santa Fe, Argentina; 3 de agosto de 1986) es un exfutbolista argentino. Jugaba como mediocampista y su último club fue el Club Atlético Belgrano.

## Trayectoria

### Newell's Old Boys
Debutó en el año 2006 en Newell's Old Boys bajo la conducción técnica de Nery Pumpido, y para 2007 logró afianzarse entre los titulares. Marcó tres goles con la camiseta de Newell's, marcó el cuarto gol frente a Argentinos Juniors en una victoria de Newell's por 4-0 frente al equipo de la paternal. Y otro gol marcado por el y recordado fue en el partido despedida del "Pepi" Zapata (el actual entrenador de la reserva de Estudiantes de la Plata). Tomó un rebote desde fuera del área, tras el penal errado por el "Pepi" y remató fuerte a la izquierda convirtiendo así su segundo gol en Newell's.

### Almería
En 2009, Newell's Old Boys y la UD Almería de la Primera División de España llegan a un acuerdo para traspasarlo al club español por 6 temporadas.
Se posicionó entre los mejor valorados del plantel rojiblanco, como demostraba la confianza que han depositado en él los tres entrenadores con los que coincidió, como Hugo Sánchez, Juanma Lillo. Fue es el jugador de campo que más minutos en competición oficial acumuló, aportando su trabajo en la posición en la tradicional posición del "5" argentino. El 5 de febrero de 2011 marca su primer gol en la Primera División ante el Espanyol, era el 3-0. El partido acabaría 3-2 a favor del Almería.
En mayo de 2011 se consumaría su descenso a la Segunda División con la Unión Deportiva Almería.
La temporada en Segunda división la pasó relegado al puesto de suplente tanto con Lucas Alcaraz como con Esteban Vigo. Al acabar la temporada, en verano de 2012, el jugador entró en una situación de rebeldía al considerar que no se le había pagado su nómina, aunque esta afirmación es desmentida por el club. Finalmente, en medio de este revuelo, sale cedido a Colón a préstamo. Existió una demanda de la U.D. Almería contra el jugador, la que fue desestimada.

### Montreal Impact
En 2013 fichó con el Montreal Impact, donde jugó dos temporadas.

### Cruz Azul
El 24 de junio de 2014 se confirma su fichaje con el Cruz Azul llegando libre desde el Montreal Impact para cubrir la plaza que dejó libre Achille Emana.

### Regreso a Newell's Old Boys
En enero de 2015, regresó a Newell's Old Boys.

### Deportivo Alavés
El 27 de enero de 2016 se confirma el fichaje del jugador para el Deportivo Alavés, que se encontraba en la Segunda División de España, donde consiguió el ascenso a la Primera división. Una vez finalizada la temporada, se desvincula del equipo.

### Regreso a Montreal
En 2016, luego del descendo al Alavés Bernardello regresó al Montreal Impact, donde jugó dos temporadas.

### Tercera etapa en Newell's
El 4 de enero de 2018 arriba a Rosario para firmar su contrato y así convertirse oficialmente en jugador de Newell's Old Boys

#### Préstamo a Godoy Cruz
El 31 de enero de 2019 se confirma su cesión por un año sin cargo ni opción de compra a Godoy Cruz.

### Belgrano de Córdoba
En julio de 2019, fichó con el Belgrano de Córdoba. Dejó el club al término de la temporada 2022 luego de ganar el ascenso.

## Selección nacional
Bernardello disputó un encuentro amistoso con la Selección de Argentina el 20 de mayo de 2009 ante Panamá.

## Estadísticas
Actualizado al último partido disputado el 9 de octubre de 2022
| Club                     | Div.          | Temporada     | Liga  | Liga  | Copas nacionales | Copas nacionales | Copa internacional | Copa internacional | Total | Total |
| Club                     | Div.          | Temporada     | Part. | Goles | Part.            | Goles            | Part.              | Goles              | Part. | Goles |
| ------------------------ | ------------- | ------------- | ----- | ----- | ---------------- | ---------------- | ------------------ | ------------------ | ----- | ----- |
| Newell's Argentina       | 1.ª           | 2005-06       | 0     | 0     | -                | -                | -                  | -                  | 0     | 0     |
| Newell's Argentina       | 1.ª           | 2006-07       | 20    | 0     | -                | -                | -                  | -                  | 20    | 0     |
| Newell's Argentina       | 1.ª           | 2007-08       | 29    | 0     | -                | -                | -                  | -                  | 29    | 0     |
| Newell's Argentina       | 1.ª           | 2008-09       | 33    | 3     | -                | -                | -                  | -                  | 33    | 3     |
| Newell's Argentina       |               | 2015          | 18    | 0     | 1                | 0                | -                  | -                  | 19    | 0     |
| Newell's Argentina       |               | 2018          | 11    | 0     | 4                | 0                | 1                  | 0                  | 16    | 0     |
| Newell's Argentina       |               | 2018-19       | 12    | 0     | -                | -                | -                  | -                  | 12    | 0     |
| Newell's Argentina       | Total club    | Total club    | 123   | 0     | 5                | 0                | 1                  | 0                  | 129   | 3     |
| Almería · España         | 1.ª           | 2009-10       | 35    | 0     | 1                | 0                | -                  | -                  | 36    | 0     |
| Almería · España         | 1.ª           | 2010-11       | 33    | 1     | 5                | 0                | -                  | -                  | 38    | 1     |
| Almería · España         | 2.ª           | 2011-12       | 32    | 1     | 3                | 0                | -                  | -                  | 35    | 1     |
| Almería · España         | Total club    | Total club    | 100   | 2     | 9                | 0                | 0                  | 0                  | 109   | 2     |
| Colón Argentina          | 1.ª           | 2012-13       | 25    | 1     | 1                | 0                | 1                  | 0                  | 27    | 1     |
| Colón Argentina          | Total club    | Total club    | 25    | 1     | 1                | 0                | 1                  | 0                  | 27    | 1     |
| Montreal Impact · Canadá | 1.ª           | 2013          | 9     | 0     | 4                | 0                | 2                  | 0                  | 15    | 0     |
| Montreal Impact · Canadá | 1.ª           | 2014          | 10    | 0     | -                | -                | -                  | -                  | 10    | 0     |
| Montreal Impact · Canadá | 1.ª           | 2016          | 17    | 1     | -                | -                | -                  | -                  | 17    | 1     |
| Montreal Impact · Canadá | 1.ª           | 2017          | 22    | 0     | 2                | 0                | -                  | -                  | 24    | 0     |
| Montreal Impact · Canadá | Total club    | Total club    | 58    | 1     | 6                | 0                | 2                  | 0                  | 66    | 1     |
| Cruz Azul · México       | 1.ª           | 2014          | 8     | 0     | -                | -                | 4                  | 0                  | 12    | 0     |
| Cruz Azul · México       | Total club    | Total club    | 8     | 0     | 0                | 0                | 4                  | 0                  | 12    | 0     |
| Godoy Cruz Argentina     | 1.ª           | 2018-19       | 6     | 0     | 3                | 0                | 2                  | 0                  | 11    | 0     |
| Godoy Cruz Argentina     | Total club    | Total club    | 6     | 0     | 3                | 0                | 2                  | 0                  | 11    | 0     |
| Belgrano Argentina       | 2.ª           | 2019-20       | 18    | 0     | -                | -                | -                  | -                  | 18    | 0     |
| Belgrano Argentina       | 2.ª           | 2020-21       | 4     | 0     | -                | -                | -                  | -                  | 4     | 0     |
| Belgrano Argentina       | 2.ª           | 2021          | 5     | 0     | -                | -                | -                  | -                  | 5     | 0     |
| Belgrano Argentina       | 2.ª           | 2022          | 17    | 0     | 1                | 0                | -                  | -                  | 18    | 0     |
| Belgrano Argentina       | Total club    | Total club    | 44    | 0     | 1                | 0                | 0                  | 0                  | 45    | 0     |
| Total carrera            | Total carrera | Total carrera | 364   | 7     | 25               | 0                | 10                 | 0                  | 399   | 7     |

## Palmarés

### Títulos nacionales
| Título                     | Club             | País      | Año     |
| -------------------------- | ---------------- | --------- | ------- |
| Campeonato Canadiense      | Montreal Impact  | Canadá    | 2014    |
| Segunda División de España | Deportivo Alavés | España    | 2015-16 |
| Primera Nacional           | Belgrano         | Argentina | 2022    |